# Films Mundiales
CLASA Films Mundiales (Cinematográfica Latino Americana S.A.) a fost o Companie de film Mexicană care a activat din 1930 până în anii 1990. 